# Red vs Blue
Red vs Blue, ibland förkortat RvB, är en machinimaserie skapad i dator-/TV-spelen Halo, Halo 2, Halo 3 och Halo 4. Serien är skapad och producerad av Rooster Teeth Productions.
Handlingen utgörs av historier om de två rivaliserande lagen, de röda och de blåa. Serien är en komedi och gör ofta parodi på förstapersonsskjutar-spel, militärt liv och science fiction.
Huvudfigurerna är Sarge, Grif, Simmons, Lopez (en spansktalande robot), och Donut (i det röda laget), och Caboose, Tucker och Church (blåa). Det förekommer också agenter från "Projekt Freelancer", där alla är döpta efter USA:s stater och många har så kallade "AI"s, som hjälper agenterna i strid, och dessa är döpta efter bokstäver i det grekiska alfabetet. De mest synliga agenterna är Texas med Omega, Washington med Epsilon och South Dakota med Delta. I en säsong visar sig den blåa soldaten Church vara den första Artificiella Intelligensen, nämligen Alpha.

## Figurer
Här är lista av figurer som dyker upp i serien.

## Röda laget

### Sarge
- Fullständigt namn: Staff Sargeant
- Röstskådespelare: Matt Hullum
- Färg på rustning: Röd
- Första framträdande: Säsong 1 avsnitt 1

Sarge är ledare över röda laget i Bloodgulch, en militärisk man med sydstatsdialekt. Sarge visar mer disciplin än någon av sina män, men han är också sociopat, blodtörstig och excentrisk. Han är den enda soldaten i hela Bloodgulch som faktiskt tar kriget på största allvar. Inspirationen till Sarge var sergeanten från Full Metal Jacket. Men i säsong 2 utvecklades en blandning av egenskaper mellan en galen vetenskapsman, en bilförsäljare och en sur gammal man. Sarge är den mest hänryckta figuren i serien eftersom de flesta av hans handlingar och idéer involverar våld, även när det verkar som mest ologiskt. Sarge är egoistisk, han tycker alltid att han har rätt och hans stridsplaner slutar oftast med att alla dör förutom han själv. Han kan också visa medkänsla då han förklarar allas positiva drag i ett djärvt tal, och räddar sina soldaters liv i säsong 8. Sarge är en duktig mekaniker och har skapat ett handfull robotar och uppgraderat bilar. Sarge har ett starkt hat mot en av sina män, Grif. Majoriteten av hans planer har oftast med Grifs död att göra och han har försökt döda Grif vid olika tillfällen.

### Simmons
- Fullständigt namn: Richard "Dick" Simmons
- Röstskådespelare: Gustavo Sorola
- Färg på rustning: Rödbrun
- Första framträdande: Säsong 1 Avsnitt 1

Simmons är den smarta datanörden i laget som lyder Sarges minsta vink. Simmons är också en extrem smickrare mot Sarge, mest för att ta över Sarges status. Simmons är från Irland vilket Grif inte tror på, och hade troligtvis en missbrukande pappa och ser Sarge som sin fadersfigur. Simmons visade först ogillande mot sina lagkamrater men började senare visa oro och respekt. Istället börjar han då visa mindre respekt för Sarge, mest för att Sarge ignorerar Simmons råd och idéer. Simmons är en av de mest intelligenta och logiska individer i serien men verkar ha ett stort ego. Han visar sig också ha ett självmedvetande då han bestämde sig för att begå självmord då Sarge degraderade honom, eller när Simmons började gråta då Church förolämpade honom. Simmons är bra på att komma på taktiker vilket tyvärr knuffas åt sidan av Sarges galna taktiker. Simmons är en känslig och svartsjuk person, vilket ledde till ett tillfälle då han förrådde sitt lag. Men Simmons är ändå en förstående och trevlig person och gör allt för sina lagkamrater och vänner.

### Grif
- Fullständigt namn: Dexter Grif
- Röstskådespelare: Geoff Ramsey
- Färg på rustning: Orange
- Första framträdande: Säsong 1 Avsnitt 1

Grif är slöfocken i laget och är stolt över det. Hatad av sin ledare Sarge, är Grif den minst omtyckta soldaten i båda lagen. Sarge skyller alltid på Grif när något går snett, fast han inte gjort något. Grif lever under ständig risk att bli mördad av Sarge vilket oftast misslyckas. Grifs fysiska liv består av rökning och skräpmat vilket gör att han är i dålig form för att vara soldat. Han hävdar att hans diet består av Oreos, vilket han är stolt över i och med att Donut har följt en liknande diet då man bara får äta mat som börjar på vokaler. Trots att han och Simmons har helt olika personligheter brukar de vara tillsammans, för båda två har samma idéer och nyfikenhet. Det är också antytt att Grif är överviktig eftersom båda lagen har pekat ut det vid olika tillfällen. En gång blev Grif påkörd av blåa lagets stridsvagn och var nära att avlida. Men han överlevde för att Sarge donerade hälften av Simmons kroppsdelar och inälvor till Grif och gjorde Simmons till hälften android. Grif är bitter, självcentrerad och melodramatisk, men också lojal och står upp för sitt lag när han måste, vilket är sällsynt.

### Donut
- Fullständigt namn: Franklin Delano Donut
- Röstskådespelare: Dan Godwin
- Färg på rustning: Rosa "Ligthish red"
- Första framträdande: Säsong 1 Avsnitt 3

Donut är den mycket frispråkiga soldaten i laget. I början av serien var Donut en nybörjare som ställde frågor och var någorlunda smart. Han blev lurad av Grif och Simmons och skickades ut för att köpa strålkastarvätska och armbågsfett i en affär, vilket inte fanns. Han gick vilse och misstog den blåa basen för affären. Han tog det blå lagets flagga som Caboose skulle vakta. Tack vare det blev Donut befordrad till menig och fick sin egen färg: Rosa. Donut vill helst kalla den ljusröd. Efter det har Donut blivit mera feminin och ifrågasättande. Donuts dialoger brukar oftast bestå av sexuella antydanden vilket brukar göra resten av laget obekväma och irriterade. Donut visar sig vara social och är gillad av båda lagen. Donut är också en favorit för fansen, och skaparna började fokusera mera på Donut och Caboose, det blåa lagets nybörjare.

### Lopez
- Fullständigt namn: Lopes La pesado "Lopez the heavy"
- Röstskådespelare: Burnie Burns
- Färg på rustning: Brun
- Första framträdande: Säsong 1 Avsnitt 2

Lopez är roboten och ingenjören i laget. Lopez togs först för en tyst person men istället visade han sig vara en robot utan talenhet, vilken han fick några avsnitt senare. Talenheten blev skadad så att Lopez bara kunde tala spanska, vilket majoriteten av serien inte förstår. Lopez var lojal mot Sarge, mest för att Sarge är skaparen. Lopez är programmerad till att hata Grif men har efterhand börjat hata Grif mera personligt. Lopez började utveckla en mera bitter och kall personlighet på grund av att han har tillbringat hela sitt liv utan att bli förstådd och är inte uppskattad av det röda laget. Lopez har också för vana att göra sarkastiska anmärkningar om det mesta folk säger, men eftersom ingen förstår honom inser de inte att han förolämpar dem.

## Blåa Laget

### Church
- Fullständigt namn: Leonard L Church "Alpha" "Epsilon"
- Röstskådespelare: Burnie Burns
- Färg på rustning: Isblå (Vit som spöke)
- Första framträdande: Säsong 1 avsnitt 1

Church är den självhävdade ledaren över Blåa laget. Church kan snabbt bli irriterad och arg av mesta av sitt lag och i de röda. Även om han hävdar att han hatar allihopa har han visat sig vara en förstående person mot olika figurer i serien. Han bryr sig mest om Tex, för att de brukade vara ihop. Church är väldigt dålig på att sikta. Han missade en soldat som stod helt stilla 1 m bort och skyller alltid på att någon gör så att han missar. Han har också ett mycket bra logisk tänkande vilket gör honom till en utmärkt ledare. Tidigt i säsong 1 råkade Church bli skjuten av Caboose i en stridsvagn. Church kom tillbaka som spöke för att varna sina lagkamrater för Tex. Men det visar sig i Reconstruction att Church är en "AI", ett datorprogram som kallas Alpha vilket är skapad efter the Director, den riktiga Leonard Church. 

### Tucker
- Fullständigt namn: Lavernius Tucker
- Röstskådespelare: Jason Saldana
- Färg på rustning: Aqua
- Första framträdande: Säsong 1 avsnitt 1

Tucker är den barnsliga och sarkastiska soldaten i blåa laget. Han var först trög och rastlös men började sedan utveckla en besatthet över kvinnor och flörtar med alla kvinnor han träffar. Han hittade det "Stora vapnet" i ett hål, vilket är ett svärd och blev gravid av en utomjording och får en son som heter Junior. Sedan dess har Tucker blivit lite mer mogen och skicklig med hjälp av svärdet. Tack vare det ses Tucker som en riktig soldat och slagskämpe än resten av lagen (Tex räknas inte). Tucker har också många karaktäristiska särdrag likt en bångstyrig tonåring och vill helst slippa lyda order och regler. Det finns också antydan om att han är mörkhyad, eftersom Church började fråga om det när han fick reda på Tuckers förnamn. Tucker blev förolämpad och ville inte svara.

### Caboose
- Fullständigt namn: Michael J Caboose
- Röstskådespelare: Joel Heyman
- Färg på rustning: Blå
- Första framträdande: Säsong 1 avsnitt 3

Caboose är den "Speciella" soldaten i blå laget. Han är den ointelligentaste i hela serien. I början var han bara lätt korkad men sedan började hans sätt att tänka bli nästan helt skilt från verkligheten. Han beter sig barnsligt, behandlar allvarliga situationer som lekar, blir avundsjuk när ingen uppskattar honom och har ologiska skäl till sina handlingar. Det här leder till att ingen respekterar honom utan visar bara irritation och hån mot Caboose. Men de bryr sig ändå om honom, inklusive de röda vilka Caboose behandlar mer som grannar än fiender. Caboose försöker också att imponera på Church, påstår att de är bästa vänner vilket Church inte håller med om. Även om Cabooses sätt att se på världen är onormalt och barnsligt bryr han sig ändå om andra, till och med det röda laget. Caboose visar också stark lojalitet när han försökte återuppliva Church genom Epsilonenheten. Men Caboose är också känslig och kan bli djupt ledsen när han blir förolämpad. Han har också ordentlig styrka vilket Tucker och Church beskriver det som "Guds sätt att kompensera".

### Tex
- Riktiga namn: Allison "Beta"
- Röstskådespelare: Kathleen Zuelch
- Färg på rustning: Svart
- Första framträdande: Säsong 1 avsnitt 10

Tex är en frilansare som blev anlitad för att hjälpa det blåa laget. Fastän hon varken är röd eller blå är hon oftast med det blåa laget. Hon är den första kvinnliga karaktären i serien, hon beskrivs som satmara med cybernetiska förstärkningar vilket beror på att hon har en AI som förstärker hennes styrka, vighet och temperament. Tex visar sig vara kall, skoningslös och bestämd när hon gör sina uppdrag. Hennes attityd är hård och tuff vilket gör att resten av lagen visar rädsla och respekt mot henne. Hon har också en stor fascination för pengar och kunde gå så långt som att rycka av Grifs arm då Tucker erbjöd henne 10 $. Tex dog och kom tillbaka som spöke i säsong 2 men visade sig vara en AI vid namn Beta. Hon är baserad på Allison, direktörens bortgångna älskare.

### Sister
- Riktiga namn: Kaikana Grif
- Röstskådespelare: Rebecca Fraiser
- Färg på rustning: Gula
- Första framträdande: Säsong 5 avsnitt 4

Sister är syster till Grif. När Sisters mamma rymde för att ansluta sig till cirkusen blev Sister ensam och tog värvning för att träffa sin bror. Men hon råkar vara färgblind och väljer fel lag och skickas till blood gulch för att ersätta en död soldat vilket leder till en hel del missförstånd. Hon är korkad och lätt på foten vilket leder till att Tucker stöter på henne men snabbt ryggar tillbaks när han får reda på att hon har flatlöss. Hon har inga problem med att vara naken då hon var i en rutinkontroll med Doc och visade upp sin vighet. Sister har en tendens att säga vulgära och underliga saker vilket brukar få alla att säga: Yeah... Wait what?

### Washington
- Riktiga namn: David "wash"

- Röstskådespelare: Shannon McCormic

- Färg på rustning: stålgrå och gult, senare blått och gult och ännu senare svart och gult.

- Första framträdande: Säsong 6 avsnitt 2

## Project Freelancer

### Agent Carolina
- Riktiga namn: okänt
- Röstskådespelare: Jen Brown
- Första framträdande: Säsong 9 avsnitt 3

## Antalet avsnitt per serie
- The Blood Gulch Chronicles: 100
- Out of Mind: 5
- Recovery One: 4
- Reconstruction: 19
- Relocated: 4
- Recreation: 19
- Revelation: 20
- Säsong 9: 20
- Säsong 10: 22
- Säsong 11: 19
- Säsong 12: 19
- Säsong 13: 20